# Norbert Nemeth (Politiker)
Norbert Nemeth (* 16. Jänner 1969) ist ein rechtsextremer österreichischer Politiker der Freiheitlichen Partei Österreichs (FPÖ). Seit November 2006 ist er Klubdirektor des freiheitlichen Parlamentsklubs und seit dem 24. Oktober 2024 Abgeordneter zum Nationalrat.

## Leben
Norbert Nemeth absolvierte nach der Matura ein Studium der Rechtswissenschaften, das Studium schloss er 1997 als Magister ab. Anschließend absolvierte er das Gerichtsjahr und war am Amt der NÖ Landesregierung Leiter eines Landesratsbüros. Im Jahr 2002 legte er die Dienstprüfung für den Rechtskundigen Verwaltungsdienst ab und wechselte in die Volksanwaltschaft. Seit 2006 ist er in der Parlamentsdirektion der FPÖ-Klubdirektor des freiheitlichen Parlamentsklubs und Mitglied der Bundeswahlbehörde.
Im März 2017 wurde er in Nachfolge von Alois Gradauer Obmann des Atterseekreises. Bei der Nationalratswahl 2017 kandidierte er auf der FPÖ-Bundesliste auf dem 17. Listenplatz, verzichtete jedoch auf das von ihm errungene Mandat als Abgeordneter zum Nationalrat. Neben Heinz-Christian Strache, Norbert Hofer, Herbert Kickl und Anneliese Kitzmüller gehörte er dem Hauptverhandlungsteam der FPÖ im Zuge der Regierungsbildung der Bundesregierung Kurz I nach der Nationalratswahl 2017 an. Im Februar 2018 wurde Nemeth Mitglied der Koordinierungsgruppe zur Prozess-Steuerung der Historiker-Kommission unter Vorsitz von Wilhelm Brauneder zur Aufarbeitung der FPÖ-Vergangenheit. Von der FPÖ wurde er für die Nationalratswahl 2019 in die Bundeswahlbehörde entsandt.
Für die Nationalratswahl 2024 wurde er auf Platz neun der FPÖ-Bundesliste gereiht. Neben Herbert Kickl, Michael Schnedlitz, Christian Hafenecker, Susanne Fürst, Reinhard Teufel und Arnold Schiefer wurde er nach der Nationalratswahl Teil des Verhandlungsteams der FPÖ zur Bildung einer Regierung. In der konstituierenden Sitzung der XXVIII. Gesetzgebungsperiode am 24. Oktober 2024 wurde er als Abgeordneter zum Nationalrat angelobt.
Nemeth ist Alter Herr der Wiener pennalen Burschenschaft Vandalia und der rechtsextremen Wiener akademischen Burschenschaft Olympia. Sein pennaler Couleurname lautet Sköll. Im September 2024 nahm er an der Beerdigung eines Bundesbruders teil, auf der laut der Tageszeitung Der Standard das Treuelied der SS gesungen wurde. Das Wiener Landesgericht sah den Tatbestand der üblen Nachrede erfüllt. Das Oberlandesgericht Wien hob das Urteil erster Instanz gegen den Standard im Juli 2025 auf.
Unter dem Pseudonym S. Coell veröffentlichte er vier Romane. Ab dem Jänner 2025 nahm Nemeth als „Chefverhandler“ für die FPÖ an Koalitionsverhandlungen mit der ÖVP teil.

## Politische Standpunkte
In den 1990er Jahren bezeichnete Nemeth das NS-Verbotsgesetz in einem Buch als „Gesinnungsjustiz in Reinkultur“. 1996 erklärte er sich in einer Festschrift der Olympia unter dem Titel „Wider die Gesinnungsjustiz“ mit dem zu diesem Zeitpunkt inhaftierten Neonazi Gottfried Küssel solidarisch. Nemeth kritisierte, Küssel habe „zehn Jahre Haft für ein gesprochenes Wort“ erhalten. Regelmäßig publizierte Nemeth auch als Autor in der rechtsextremen Zeitschrift Die Aula.

## Publikationen (Auswahl)
- 2014: Parlamentarische Untersuchungsausschüsse als Minderheitenrecht, gemeinsam mit Reinhard Teufel, FPÖ-Bildungsinstitut, Wien 2014, ISBN 978-3-902720-22-1
- 2017: Dem Antrag wird stattgegeben. Anmerkungen zur Bundespräsidentenwahl 2016, FPÖ-Bildungsinstitut, Wien 2017

Unter dem Pseudonym „S. Coell“ schrieb Nemeth folgende Romane:
- 2015: Im Schatten des Gracchus: historischer Roman, W3-Verlagsgesellschaft, Wien 2015, ISBN 978-3-900052-26-3[22][24]
- 2017: Die Karlsbadverschwörung: historischer Roman, W3-Verlagsgesellschaft, Wien 2017, ISBN 978-3-900052-31-7[22][24]
- 2019: Hartmut gegen Ahrimann, historischer Roman, Zur-Zeit-Verlag, Wien 2019[24]
- 2021: Wargus, W3-Verlagsgesellschaft, Wien 2021, ISBN 978-3-900052-48-5